# استان اوئلوا
هوئلوا (Huelva) استانی در جنوب اسپانیا، در غرب بخش خودمختار اندلس است.

## جغرافیا
این استان هم‌مرز با استان‌های باداخوس، سبیا، کادیس و کشور پرتغال و اقیانوس اطلس است.
مرکز استان شهر هوئلوا است.

## جمعیت و مساحت
۴۸۳٬۷۹۲ نفر (۲۰۰۵) در هوئلبا زندگی می‌کنند که از این میان ۳۰٪ در شهر هوئلبا ساکن هستند.
مساحت استان ۱۰٬۱۴۸ کیلومتر مربع است و ۷۹ دهستان دارد.